# Bradfordia
Bradfordia is een uitgestorven geslacht van ammonieten dat voorkwam in het Jura. Het geslacht behoort tot de onderklasse der Ammonoidea.